# Asociación Paralímpica de Seychelles
la Asociación Paralímpica de Seychelles es el comité paralímpico nacional que representa a Seychelles. Esta organización es la responsable de las actividades deportivas paralímpicas en el país. Es miembro del Comité Paralímpico Internacional y del Comité Paralímpico Africano.